# Stephanopis clavata
Stephanopis clavata es una especie de araña del género Stephanopis, familia Thomisidae.

## Distribución
Se distribuye por Australia.

## Taxonomía
Fue descrita por O. P.-Cambridge en 1869.
Tratamiento taxonómico
La especie aparece registrada y publicada en O. P.-Cambridge 1869c: 62, pl. 5, f. 41.